# Награда Кандински
Награда Кандински је руска годишња национална награда у области савремене уметности, коју је 2007. године установила Међународна културна фондација BREUS Foundation (раније "Артцхроника"). Према прихваћеној светској пракси, име је добио по изузетном уметнику и теоретичару уметности Василију Васиљевичу Кандинском.
Заједно са наградом Британца Турнера и француском наградом Марцел Дуцхамп, сматра се једном од најважнијих националних награда у области савремене уметности.

## Награда Кандински — 2007

### Лауреати
- Номинација «Уметник године» — Анатолиј Осмоловски
- Номинација «Млади уметник године (млађи од 30 година)» — Владлена Громова
- Номинација за «Media Art пројекат године» — Владислав Мамишев-Монро
- Номинација «Награда публике за најбоље уметничко дело» — Петро Голошчапов

## Награда Кандински — 2008

### Лауреати
- Номинација «Најбољи пројекат године» — Алексеј Бељајев-Гинтовт
- Номинација «Млади уметник године (млађи од 30 година)» — Диана Мацхулин
- Номинација за «Media Art пројекат године» — Гроуп «ПГ»

## Награда Кандински — 2009

### Лауреати
- Номинација «Најбољи пројекат године» — Вадим Захаров
- Номинација «Млади уметник године (млађи од 30 година)» — Еугене Антуфиев
- Номинација за «Media Art пројекат године» — Аристарх Чернишов и Алексеј Шулгин

## Награда Кандински — 2010

### Лауреати
- Номинација «Најбољи пројекат године» — Александар Бродски
- Номинација «Млади уметник године (млађи од 30 година)» — Recycle/Таисииа Короткова
- Номинација за «Media Art пројекат године» — Андриј Блажнов

## Награда Кандински — 2011

### Лауреати
- Номинација «Најбољи пројекат године» — Јуриј Алберт
- Номинација «Млади уметник године (млађи од 30 година)» — Полина Канис
- Номинација за «Media Art пројекат године» — Анастасиа Риабова

## Награда Кандински — 2012

### Лауреати
- Номинација «Најбољи пројекат године» — Грегори Брускин
- Номинација «Млади уметник године (млађи од 30 година)» — Дмитро Винкив
- Номинација за «Media Art пројекат године» — Гроуп «АЕС+Ф»

## Награда Кандински — 2013

### Лауреати
- Номинација «Најбољи пројекат године» — Ирина Накхова
- Номинација «Млади уметник године (млађи од 30 година)» — Тимофии Парсхцхиков, Иевхен Гранувалникив

## Награда Кандински — 2014

### Лауреати
- Номинација «Најбољи пројекат године» — Паул Пепперстеин
- Номинација «Млади уметник године (млађи од 30 година)» — Алберт Солдатов
- Номинација «Научни рад. Историја и теорија савремене уметности» — Михаило Јамполски

## Награда Кандински — 2015

### Лауреати
- Номинација «Најбољи пројекат године» — Андреи Филиппов
- Номинација «Млади уметник године (млађи од 30 година)» — Олиа Кроитор
- Номинација «Научни рад. Историја и теорија савремене уметности» — Валери Подороха

## Награда Кандински — 2016

### Лауреати
- Номинација «Најбољи пројекат године» — Андрии Кузкин
- Номинација «Млади уметник године (млађи од 30 година)» — Супер Таус
- Номинација «Научни рад. Историја и теорија савремене уметности» — Вицтор Мисиано

## Награда Кандински — 2017

### Лауреати
- Номинација «Најбољи пројекат године» — Груписање ЗИП
- Номинација «Млади уметник године (млађи од 30 година)» — Саша Пирогова
- Номинација «Научни рад. Историја и теорија савремене уметности» — Александар Боровски

## Награда Кандински — 2019

### Лауреати
- Номинација «Најбољи пројекат године» — Еугене Антуфиев
- Номинација «Млади уметник године (млађи од 30 година)» — Албина Мокхриакова
- Номинација «Научни рад. Историја и теорија савремене уметности» — Андрии Кхлобистин

## Награда Кандински — 2021

### Лауреати
- Номинација «Најбољи пројекат године» — Албина Мокхриакова
- Номинација «Млади уметник године (млађи од 30 година)» — Андрии Кузкин
- Номинација «Научни рад. Историја и теорија савремене уметности» — Роман Осьминкин